# Norio Ohga
Norio Ohga, né le 29 janvier 1930 à Numazu, préfecture de Shizuoka, et mort le 23 avril 2011 à Tokyo, est un homme d'affaires japonais. Président de l'entreprise Sony de 1982 à 1995, il contribue au succès du disque compact, développé conjointement avec Philips.

## Biographie

### Jeunesse
Fils d'un importateur de bois, Norio Ohga se passionne pour la musique durant son enfance. Il est exempté de travail pendant la Seconde Guerre mondiale en raison d'une pleurésie, ce qui lui permet de travailler le piano et le chant. Le jeune Ohga s'intéresse également aux sciences mais se destine au métier de chanteur d'opéra. Il s'installe dans la capitale en 1948 pour étudier à l'Université des Arts de Tokyo. Après avoir découvert le potentiel des enregistreurs à bande magnétique de Sony (alors Tokyo Tsushin Kogyo), il contacte les fondateurs de l'entreprise, Akio Morita et Masaru Ibuka, et leur soumet ses suggestions afin d'éliminer pleurage et scintillement lors des enregistrements. Les dirigeants de la firme lui offrent un rôle de consultant. En 1954, après l'obtention de son diplôme, Ohga décline la proposition. Il choisit de quitter le Japon afin de poursuivre ses études à Berlin. À son retour d'Europe, en 1959, Morita le convainc de rejoindre la division concevant les magnétophones professionnels de Sony,.

### Carrière chez Sony
Norio Ohga fonde et prend la tête de cinq divisions de Sony. Il dirige notamment le centre de design durant les années 1960. Connu au sein de l'entreprise pour son caractère passionné et la grande attention qu'il porte aux détails, il est nommé corporate managing director puis deputy president. En 1968, il fonde la maison de disques CBS/Sony Records, une coentreprise entre la firme japonaise et le groupe américain CBS. Créée afin de distribuer le catalogue CBS au Japon, elle devient le plus important label d'Asie,.
Au début des années 1980, il contribue au succès du disque compact, un nouveau disque d'un diamètre réduit à 12 cm, destiné à succéder au 33 tours,. Le CD, commercialisé à partir de 1982, connaît un immense succès au travers le monde et permet à Sony de devenir une entreprise de référence en matière de nouvelles technologies.
Norio Ohga est promu président de Sony en 1982, et PDG en 1989. La même année, il supervise l'acquisition du studio de cinéma Columbia Pictures,. Au début des années 1990, il lance Sony dans le jeu vidéo en décidant de réaliser la console PlayStation.
En 1994, Ohga succède au cofondateur Akio Morita au poste de président du conseil d'administration. L'année suivante il choisit Nobuyuki Idei (en) pour assumer les fonctions de président. Idei devient d'abord co-PDG avec Ohga en 1998, et dirige seul à partir de 1999. Il reste en poste jusqu'en 2005, année où Howard Stringer lui succède. Norio Ohga se retire progressivement, en 2000 il préside le conseil d'administration alors que Idei est président exécutif. En 2003, à l'occasion de son 73e anniversaire, Ohga quitte la présidence du conseil pour devenir son président honoraire.

### Distinctions
Nommé et décoré de la croix de chevalier de la Légion d'honneur en France, Norio Ohga reçoit en 2001 le grand cordon de l'Ordre du Trésor sacré, l'une des plus hautes distinctions au Japon.

## Source de la traduction
- (en) Cet article est partiellement ou en totalité issu de l’article de Wikipédia en anglais intitulé « Norio Ohga » (voir la liste des auteurs).